# Santa Maria dei Miracoli (Rom)

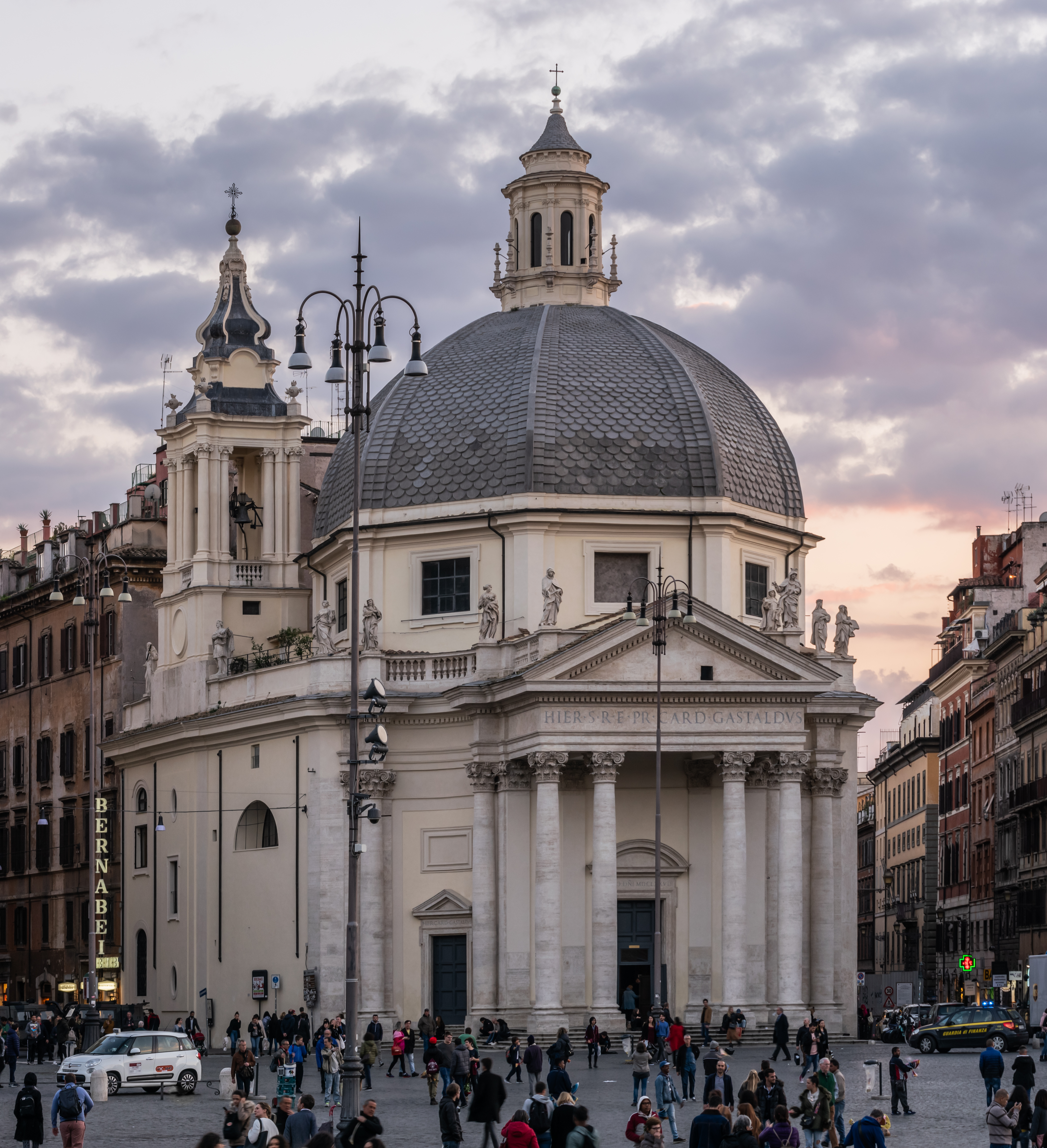
Santa Maria dei Miracoli

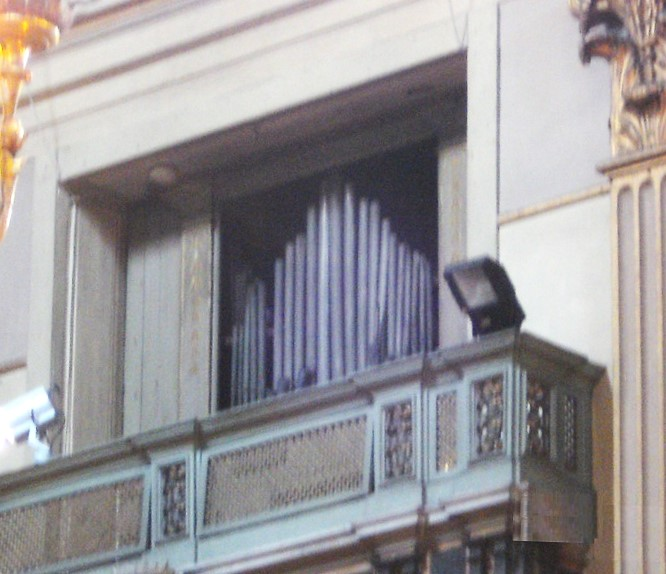
Orgel

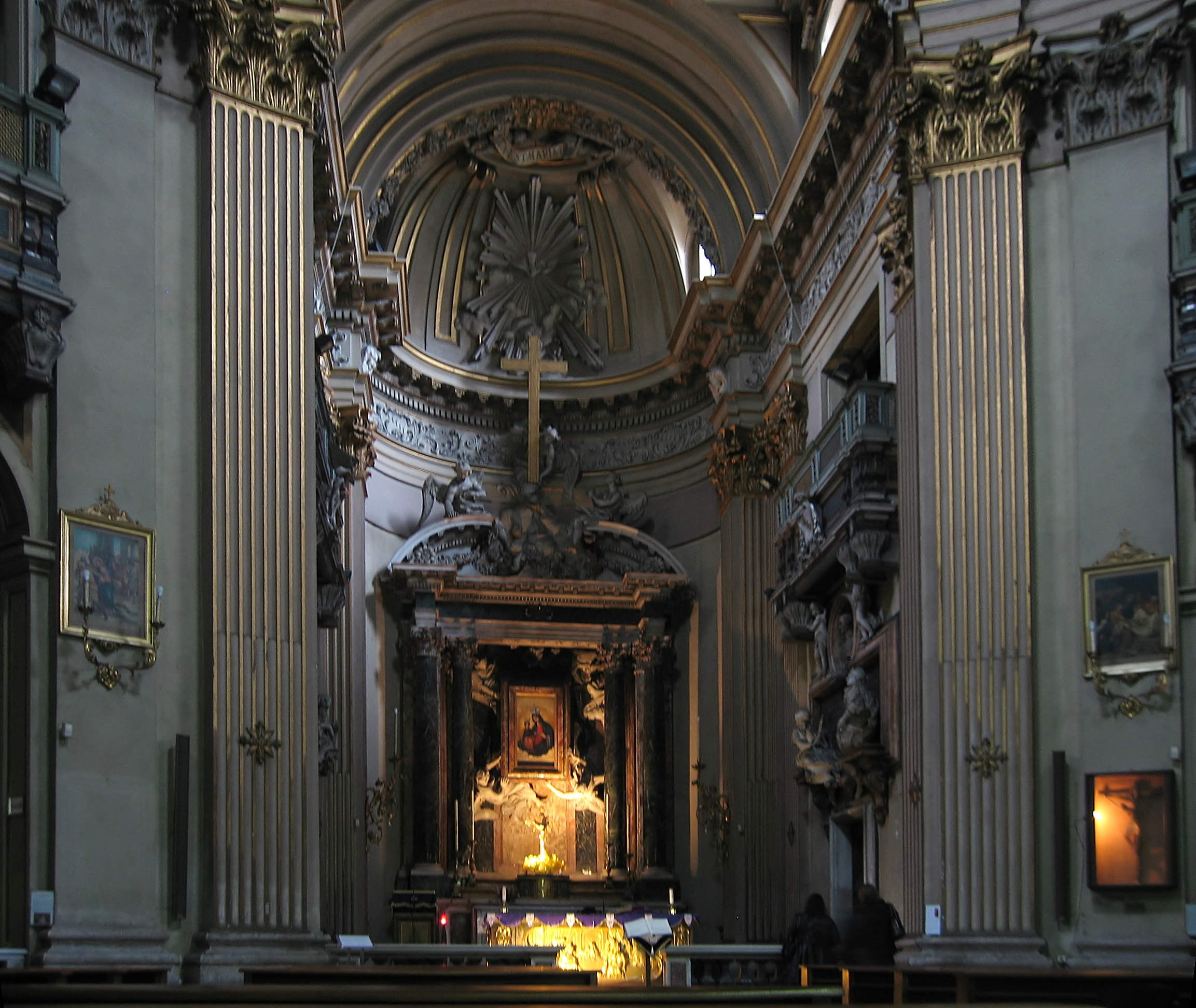
Santa Maria dei Miracoli; Apsis

Santa Maria dei Miracoli (lat.: Sanctae Mariae Miracolorum) ist eine römisch-katholische Kirche in Rom. Sie ist eine der berühmten, zwischen 1662 und 1679 errichteten Zwillingskirchen an der Piazza del Popolo. Architekten des Bauwerkes westlich der Via del Corso waren – wie schon bei der östlich davon stehenden Schwesterkirche Santa Maria in Montesanto – Carlo Rainaldi, Carlo Fontana und Gian Lorenzo Bernini. Möglicherweise gab Papst Alexander VII. die Anregung zum Bau der Kirche, die zur urbanistischen Ausgestaltung des wichtigen Platzes am nördlichen Eingang der Stadt beitrug.
Im Gegensatz zu Santa Maria in Montesanto mit ihrem ovalen Grundriss ist Santa Maria dei Miracoli ein Rundbau. Wie bei ihrem Gegenüber ist dem zum Platz hin ausgerichteten Hauptportal ein tempelartiger Portikus vorgelegt. Von der Ausstattung sind die seitlich im Chorraum befindlichen Grabmonumente des Kardinals bzw. des Grafen Gastaldi erwähnenswert; sie wurden von Fontana entworfen, die Statuen stammen von Antonio Raggi. Die Kardinalsfamilie hatte zu den einflussreichsten Förderern des Baus gehört.